# Encyclia nematocaulon
Encyclia nematocaulon är en orkidéart som först beskrevs av Achille Richard, och fick sitt nu gällande namn av Julián Baldomero Acuña Galé. Encyclia nematocaulon ingår i släktet Encyclia och familjen orkidéer. Inga underarter finns listade i Catalogue of Life.